# Les Quatre-Routes-du-Lot
Les Quatre-Routes-du-Lot ist eine Ortschaft und eine Commune déléguée in der französischen Gemeinde Le Vignon-en-Quercy mit 550 Einwohnern (Stand 1. Januar 2022) im Département Lot in der Region Okzitanien. Der Ort gehörte zum Arrondissement Gourdon und zum Kanton Martel.
Der Erlass vom 2. August 2018 legte mit Wirkung zum 1. Januar 2019 die Eingliederung von Les Quatre-Routes-du-Lot als Commune déléguée zusammen mit der früheren Gemeinde Cazillac zur Commune nouvelle Le Vignon-en-Quercy fest. Der Verwaltungssitz befindet sich in Les Quatre-Routes-du-Lot.
Die Einwohner werden Quatre-Routois und Quatre-Routoises genannt.

## Geographie
Les Quatre-Routes-du-Lot liegt circa 36 km nordöstlich von Gourdon in der historischen Provinz Quercy am nördlichen Rand des Départements.
Umgeben wird Les Quatre-Routes-du-Lot von drei Nachbargemeinden und einer Commune déléguée von Le Vignon-en-Quercy:
|                                | Cavagnac                                    |        |
| Cazillac (Le Vignon-en-Quercy) | Kompassrose, die auf Nachbargemeinden zeigt | Condat |
|                                | Strenquels                                  |        |

Les Quatre-Routes-du-Lot liegt im Einzugsgebiet des Flusses Dordogne.  Der Vignon mündet beim Ort in die Tourmente.

## Geschichte
Die Pfarrgemeinde Beyssac, heute ein Weiler der ehemaligen Gemeinde, gab es vor der Gründung von Quatres-Routes. Mit der Französischen Revolution wurde sie an die Gemeinde Strenquels angegliedert. Am Anfang des 19. Jahrhunderts lag an der namensgebenden Kreuzung der vier Straßen gerade einmal ein Haus. Mit dem größeren Aufkommens des Verkehrs wurde dort das Gasthaus des Quatres Chemins, der „vier Wege“, an der Stelle eröffnet, die zu einer bedeutenden Kreuzung zweier Verbindungen zwischen dem Lot und dem Corrèze wurde. Die Ankunft der Eisenbahn im Jahre 1862 veränderte das Leben des Landstrichs, indem Handel und Warenaustausch wuchsrn und die Bevölkerung andererseits vor allem durch Auswanderungen schrumpfte. Der wirtschaftliche Aufschwung führte zur Gründung der Gemeinde im Jahre 1912 aus Gebieten der Nachbargemeinden Cavagnac, Cazillac, Condat und Strenquels. Die Kapelle der Pfarrgemeinde Beyssac wurde die Kirche des neuen Dorfes, das sich 1995 in Les Quatres-Routes-du-Lot umbenannte.

## Einwohnerentwicklung
Nach der Gründung der Gemeinde stieg die Einwohnerzahl bis zur Mitte der 1970er Jahre auf einen ersten Höchststand von rund 670. In der Folgezeit sank die Größe der Gemeinde bis zur Jahrtausendwende auf 580 Einwohner, bevor sie mit der Zählung 2012 auf 640 Einwohner wuchs. In jüngster Zeit ist wieder ein Einwohnerrückgang zu verzeichnen.
| Jahr      | 1962 | 1968 | 1975 | 1982 | 1990 | 1999 | 2006 | 2011 | 2022 |
| --------- | ---- | ---- | ---- | ---- | ---- | ---- | ---- | ---- | ---- |
| Einwohner | 630  | 617  | 671  | 632  | 588  | 580  | 647  | 642  | 550  |

## Sehenswürdigkeiten

### PfarrkircheSaint-Martial
Sie wurde im späten 15. Jahrhundert an der Stelle einer früheren Kirche errichtet, die im Hundertjährigen Krieg zerstört worden war. Von dieser sind Werksteine in den Wänden des Langhauses und einem Eingang bewahrt worden, die dem 12. Jahrhundert zugerechnet werden können.
Sein Besitz wurde von den Vizegrafen von Turenne und den Baronen von Cazillac umstritten. Das sehr veränderte Gebäude besteht heute aus einem einzigen Kirchenschiff, einem großen polygonalen Chor und zwei Seitenkapellen, die ein Querschiff bilden. Im Westen erhebt sich ein massiver quadratischer Glockenturm über dem ersten Joch des Langhauses. Das Eingangsportal ist spitzbogenförmig ausgestaltet. In seiner Nische befindet sich eine Marienstatue. In früheren Zeiten gewährte der Eingang des Langhauses Zugang zu einem Treppenturm mit einer Spindeltreppe, der heute verschwunden ist. 
Das Gebäude ist im Inneren vollständig mit einem Kreuzrippengewölbe ausgestattet. In der südlichen Kapelle befindet sich eine steinerne Marienstatue aus dem 16. Jahrhundert von einfacher Machart. In der nördlichen Kapelle fällt der Blick auf eine Statue späteren Datums aus polychromem Holz, die den heiligen Fiacrius, den Schutzpatron der Gärtner, darstellt. Er hält in einer Hand die Bibel, in der anderen den Spaten, mit dem er der Legende nach auf wundersame Weise den Graben seines Klosters an einem Tag ausgehoben und das Gemüse gepflanzt hat, um die Pilger zu beköstigen. Überreste eines Litre funéraire sind auf den Wänden der südlichen Kapelle zu erkennen. Sie zeigen mehrere aufgemalte Wappen, die keiner Adelsfamilie mehr zuzuordnen sind.

### Herrenhaus Costebille
Es wurde im 17. Jahrhundert errichtet und zwischen 1996 und 2006 restauriert. Es besteht aus einem Wohntrakt und einem angrenzenden Turm. Bei der Restaurierung wurden insbesondere ein überhängender Turm auf der Südseite an der Verbindung zwischen Wohntrakt und Turm und Querbalken und Pfosten des Kreuzstockfensters an der Ostseite des Turms neu gebaut.

### Wassermühle in Beyssac

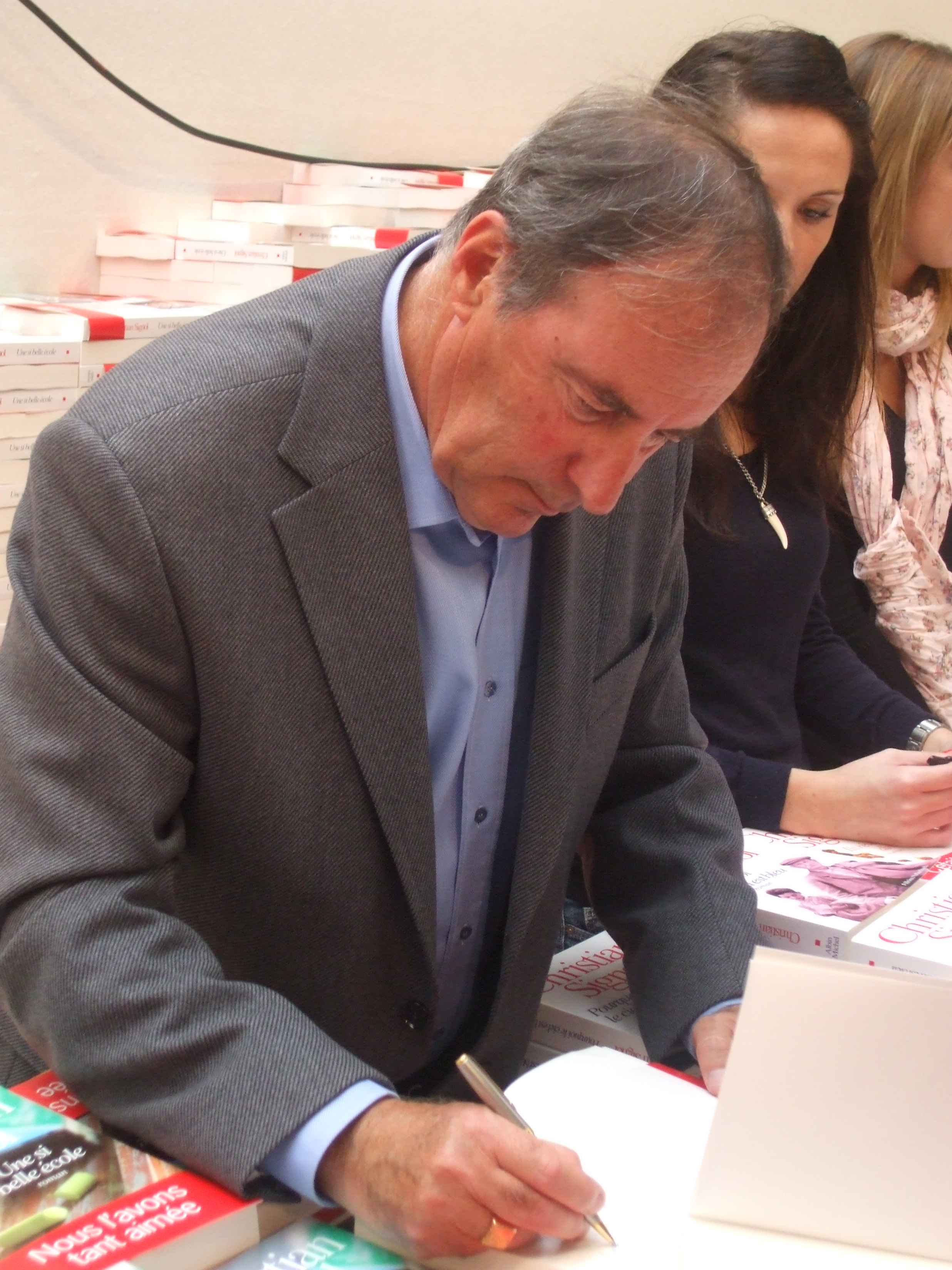
Christian Signol 2010

Sie befindet sich in der unmittelbaren Nähe der Pfarrkirche Saint-Martial über dem Fluss Vignon. Die Kirche gelangte zwischen 1112 und 1118 durch eine Schenkung des Bischofs von Cahors in den Besitz der Abtei in Beaulieu. Die Grundherrschaft gehörte der Familie Saint-Michel, die Lehnstreue an den Vizegrafen von Turenne bekundeten. Es ist unklar, wer der Besitzer der Mühle im 13. Jahrhundert war, denn sie wurde in der Schenkung nicht erwähnt. Im Laufe der Jahrhunderte wechselte sie mehrmals den Besitzer. Im 19. Jahrhundert gehörte sie der Familie Battut. dann Guillaume Glédines. 1873 bat dieser um Erlaubnis, die Mühle neu zu bauen, um sie in eine Getreidemühle umzuwandeln und den Triebwasserkanal zu erweitern. Der Gastwirt Mathurin Delol, der 1879 die Getreidemühle besaß, profitierte von der Lage an der Straße und des Bahnhofs. Gustave Delol, Förderer und Bürgermeister der neuen Gemeinde, vermachte 1932 die Mühle der Familie Merle, die es lange betrieben. Im Jahre 1935 wurden die heutigen Gebäude der Getreidemühle neu errichtet. Die Bäcker begannen zu der Zeit, das feinere Mehl der Getreidemühle dem der alten Mühle vorzuziehen. Dies hatte zur Folge, dass nach dem Zweiten Weltkrieg die Mühlsteine der alten Wassermühle weggeben wurden. Die Getreidemühle hingegen blieb bis 1980 in Betrieb.

## Persönlichkeiten
- Pierre Marsaud, geboren am 4. Dezember 1933 in Les Quatre-Routes-du-Lot, war französischer Spieler der Rugby Union. Er gewann 1965 mit der Mannschaft CA Brive die französische Vize-Meisterschaft.

- Christian Signol, geboren 1947 in Les Quatre-Routes-du-Lot, ist ein französischer Schriftsteller.